# 無縁坂 (曲)
「無縁坂」（むえんざか）とはグレープの6枚目シングルA面曲。1975年11月25日（火曜日）に発売。
さだまさしの作詞・作曲。ト短調。東京都文京区湯島四丁目にある無縁坂における年老いた母に対する息子の想いを歌った楽曲。日本テレビのドラマ『ひまわりの詩』主題歌。ヴォーカル担当のさだまさしが後にセルフ・カヴァーして自身のアルバム「帰郷」に収録している。
カップリング曲「雲にらくがき」も『ひまわりの詩』の挿入歌として使用されている。

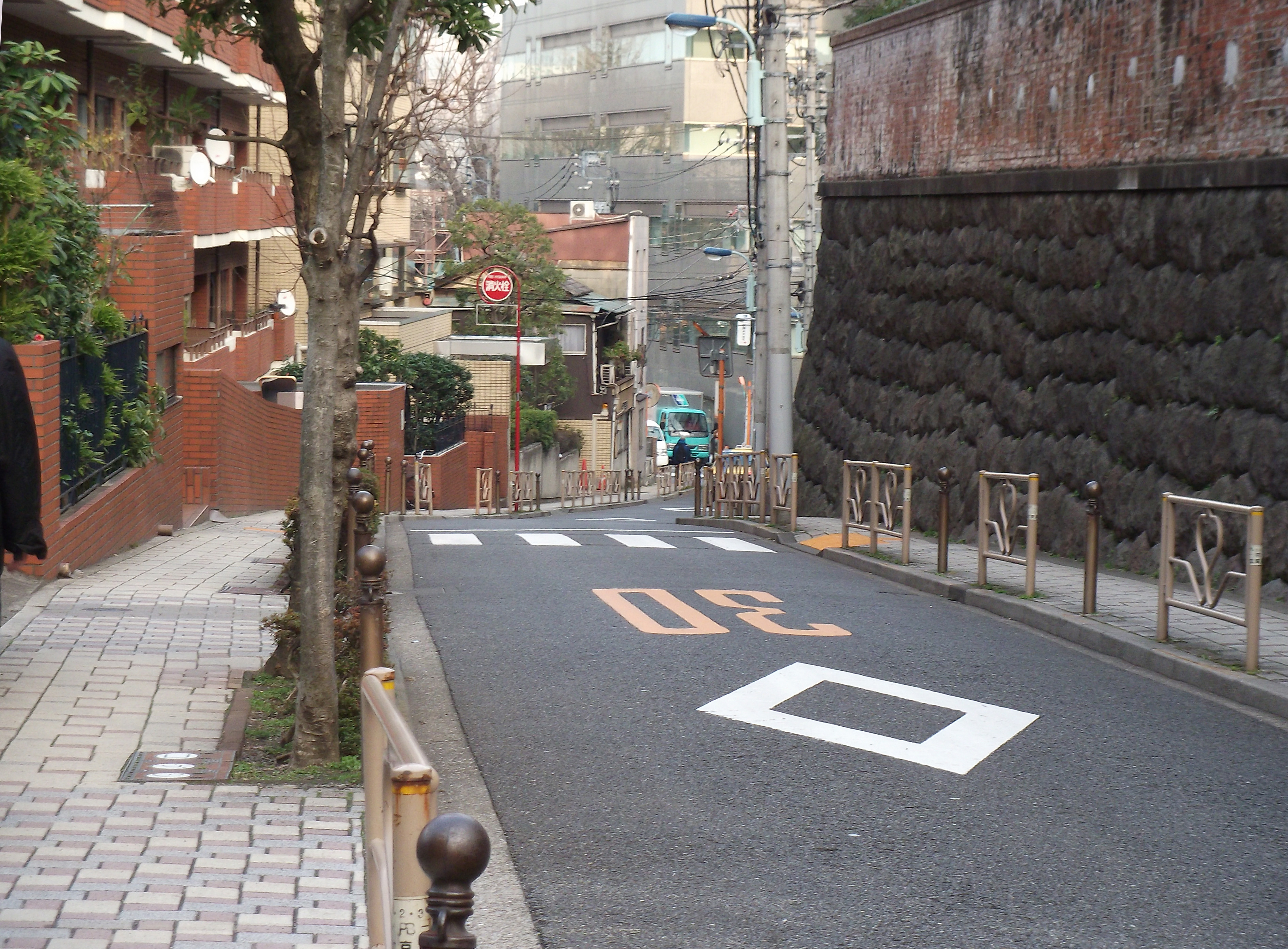
舞台である文京区・無縁坂

## 解説
グレープ3枚目のアルバム『コミュニケーション』の収録曲6曲（「無縁坂」「哀しきマリオネット」「縁切寺」「雲にらくがき」「19才」「フレディもしくは三教街」）をさだは一晩で書き上げたが、その中でも最初に出来た作品である。さだによれば、この作品の歌詞は元々レポート用紙10枚程度の短編小説だったという。
このシングルは『精霊流し』に続くグレープのヒット曲となった。しかし、『朝刊』『追伸』のような曲も出していたにもかかわらず、世間的にヒットした楽曲が内容の重い『精霊流し』『無縁坂』であったことで、グレープの方向性を限定されてしまったことを感じたさだと吉田は音楽的に行き詰ったと感じ、グレープの解散を決意。翌1976年の春にグレープは解散したため、本作がグレープとしては最後のシングルとなった。

## 収録曲
- 全作詞・作曲：さだまさし

1. 無縁坂（3分50秒）
  - 編曲：さだまさし
2. 雲にらくがき（2分45秒）
  - 編曲：グレープ